# Achada do Teixeira
Achada do Teixeira é um sítio da freguesia de Santana, concelho de Santana, Ilha da Madeira. Possui uma atração natural em pedra de basalto que é o "homem em pé". Daqui parte o principal acesso ao Pico Ruivo via a Vereda do Pico Ruivo PR1.2, existindo um parque de estacionamento para apoio dos visitantes. No local existe um marco de divisão entre três freguesias do concelho de Santana que aí confluem: Santana, Faial e Ilha.
Desde o ano 2002 que o Grupo de Astronomia da Universidade da Madeira realiza a sua já tradicional AstroFesta neste local. De facto a zona circundante à Achada do Teixeira está entre os melhores locais para a observação astronómica a nível nacional. Um pouco mais acima temos o planalto da Encumeada Alta: um dos melhores locais do Hemisfério Norte para se fazer Astronomia, já situado na freguesia do Faial, do dito concelho.
Actualmente existem planos para instalar um pequeno observatório robótico junto à Achada do Teixeira. Para isso já foi mesmo construída uma base de cimento no local.